# Grisen
Grisen er en dansk kortfilm fra 2008, instrueret af den debuterende instruktør Dorte Warnøe Høgh efter en novelle af Lars Saabye Christensen. I hovedrollerne er Henning Moritzen, Trine Pallesen og Farshad Kholgi.
Filmen fortæller om den ældre mand Asbjørn, der under en indlæggelse kommer i en kontrovers med sin pakistanske værelseskammerat om et billede af en gris. Det gøres med tydelig henvisning til Muhammedkrisen.
Ved Oscaruddelingen 2009 var Grisen nomineret til en oscar for bedste kortfilm. Prisen gik til den tyske film Spielzeugland.

## Medvirkende
- Henning Moritzen - (Asbjørn)
- Trine Pallesen - (Mona)
- Jesper Asholt - (Læge)
- Camilla Søeberg - (Martha, sygeplejerske)
- Farshad Kholghi - (Hammid, Aslams søn)
- Kadhim Faraj - (Aslam)
- Kirsten Olesen - (Hospitalsdirektør)
- Mette Agnete Horn - (Sekretær)
- Nadim Mahmoud - (Dreng)